# Pierre Magne (Radsportler)
Pierre Magne (* 7. November 1906 in Livry-Gargan; † 14. November 1980 ebenda) war ein französischer Radrennfahrer.

## Kindheit und Jugend
Pierre Magne wurde auf dem Bauernhof seiner Eltern in Livry-Gargan geboren, von wo aus der Vater Milch nach Paris lieferte, u. a. an die Molkerei Vacherie de l'Espérance der Familie Pélissier, deren drei Söhne ebenfalls erfolgreiche Radrennfahrer und Konkurrenten von Pierre Magne wurden. Auch sein älterer Bruder Antonin war Radrennfahrer, der 1936 Weltmeister wurde und 1931 sowie 1934 die Tour de France gewann.

## Radsport-Erfolge
Viermal startete Pierre Magne bei der Tour, dreimal konnte er sich unter den ersten Zehn platzieren: 1928 wurde er Zehnter und gewann eine Etappe, 1929 Neunter und 1930 Sechster der Gesamtwertung, immer wenige Plätze hinter seinem erfolgreicheren Bruder Antonin. Zudem gewann er mehrere kleinere Rennen in Frankreich. 1933 siegte er im Circuit du Béarn.
Sein letzter Erfolg war ein Etappensieg bei der Marocko-Rundfahrt 1938, die er auf dem sechsten Platz des Gesamtklassements beendete. Mit dem Ausbruch des Zweiten Weltkriegs endete seine Radsport-Karriere.

## Nach dem Radsport
Nach dem Tod des Vaters im Jahr 1940, der mit einem Pferdegespann auf eine Mine gefahren war, führte Pierres älterer Bruder Antonin Magne dessen Hof und unterstützte die „Résistance“ mit Milchlieferungen. Pierre selbst geriet 1940 in deutsche Kriegsgefangenschaft. Nach seiner Rückkehr übernahm Pierre Magne den elterlichen Bauernhof, während sein Bruder Antonin die Funktionärslaufbahn einschlug.